# Etakrynsyra
Etakrynsyra eller etakurinsyra, är ett loopdiuretikum (urindrivande medel) med snabbt insättande och kortvarig effekt och som ger markant ökning i utsöndringen av natrium, klorid och vatten. Det används för att behandla högt blodtryck och svullnad orsakad av sjukdomar som hjärtsvikt, leversvikt och njursvikt.
Till skillnad från de andra loopdiuretika är etakurinsyra inte en sulfonamid och därmed är användning inte kontraindicerat hos patienter med sulfaallergier. Om en patient med sulfaallergier behöver ett loopdiuretikum är det mer troligt att läkaren ordinerar etakyronsyra av denna anledning.

## Struktur
Etakrynsyra är ett fenoxiättiksyraderivat, vilket innebär att det innehåller en ketongrupp och en metylengrupp. 

## Medicinsk användning
Etakrynsyra är ett diuretikum som används för att behandla ödem när ett starkare medel krävs. Det finns som tabletter eller injicerad form. Tabletter används för att behandla ödem i samband med hjärtsvikt, cirros och njursjukdom, ansamling av vätska i magen i samband med cancer eller ödem, och hantering av barn på sjukhus med medfödd hjärtsjukdom eller nefrotiskt syndrom. Den injicerade formen används för att snabbt ta bort vatten från kroppen vid behov – till exempel vid akut lungödem – eller när en person inte kan ta läkemedlet i tablettform.

## Biverkningar
Som ett diuretikum kan etakrynsyra orsaka frekvent urinering, men detta minskar vanligtvis efter att ha tagit läkemedlet i några veckor.
Etakrynsyra kan också orsaka låga kaliumnivåer, vilket kan yttra sig som muskelkramper eller svaghet. Det har också varit känt för att orsaka reversibel eller permanent hörselnedsättning (ototoxicitet) och leverskada när det ges i extremt höga doser. Vid oralt intag medför det diarré och tarmblödning kan uppstå vid högre doser. 

## Farmakologi
Etakrynsyra verkar genom att hämma NKCC2 i den tjocka stigande slingan av Henle och macula densa. Förlust av kaliumjoner är mindre markant men risken för hypokloremisk alkalos är större. Dosresponskurvan för etakrynsyra är brantare än för furosemid och i allmänhet är den mindre hanterbar; dosintervallet är 50-150 mg.
Etakrynsyra och dess glutation-addukt är potenta hämmare av glutation S-transferas familjemedlemmar, som är enzymer som är involverade i xenobiotisk metabolism. Denna familj av enzymer har nyligen visat sig ha en hög grad av genetisk variation.